# Рейнгіл
Рейнгіл (англ. Rainhill) — село в графстві Мерсісайд, західна  Англія. Розташованн між містами Ліверпуль та Манчестер. Населення — 11913 осіб за переписом 2001 року.
Село найбільш відоме як місце проведення рейнгільських випробувань — змагань між одними з перших паровозів, що відбулися 1829 року й мали визначити який саме паровоз міг би бути використаним на першій у світі залізниці з регулярним рухом Ліверпуль — Манчестер.

## Історія
Поселення на місці сучасного Рейнхілу існувало ще за часів нормандських завоювань. З 1190 року воно відомо під назвою Raynhull. Назва села походить найімовірніше від власного імені Regna, який був власником цієї місцевості.
1753 року в селі було засновано дорожню станцію на дорозі від Ліверпуля до Воррінгтона, яка була частиною дороги до Лондона. Це сприяло розвитку поселення. 1829 року в селі з'явилася залізнична станція першої у світі регулярної залізниці Ліверпуль — Манчестер.
У XIX столітті в околицях села був розвинутий видобуток вугілля. Сьогодні багато мешканців села працюють за його межами, переважно у Ліверпулі й Сант-Хеленс.

## Транспорт
Сьогодні поряд з селом проходить автомагістраль М62, що є частиною загальноєвропейської автомагістралі.

## Галерея

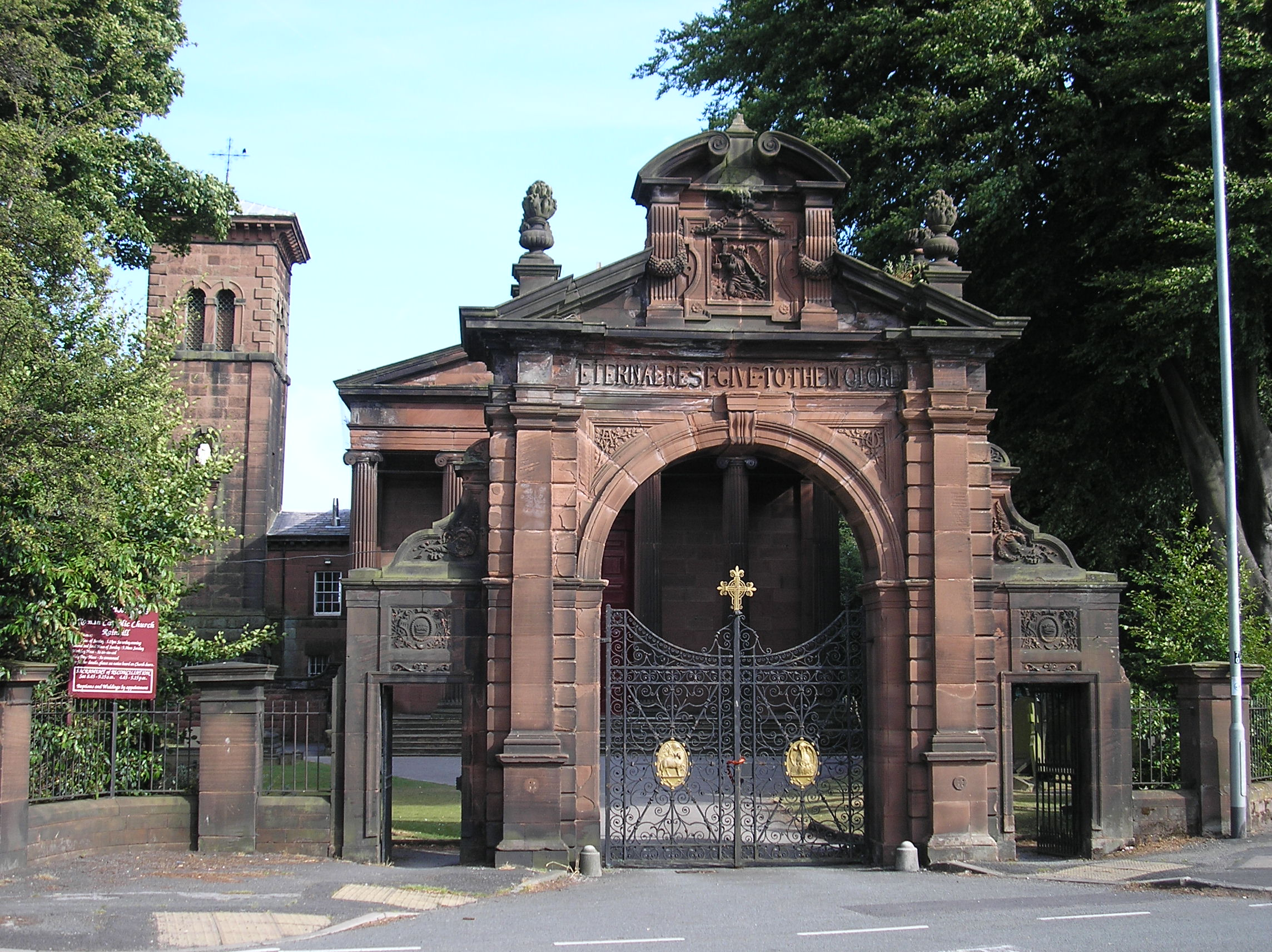
Церква Святого Варфоломія
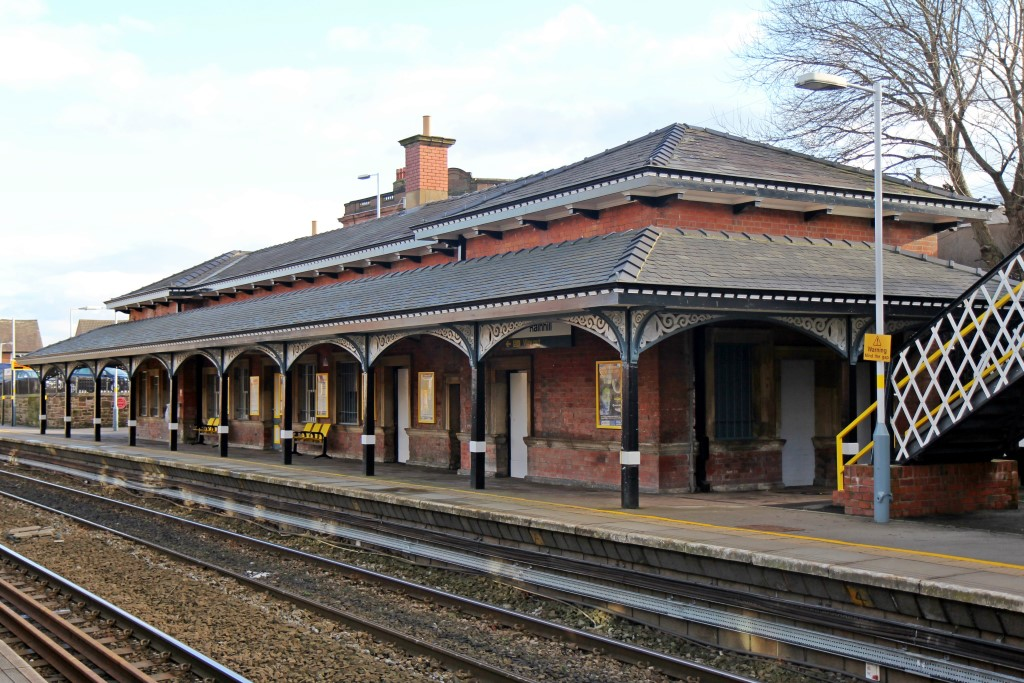
Квиткові каси на залізничній станції
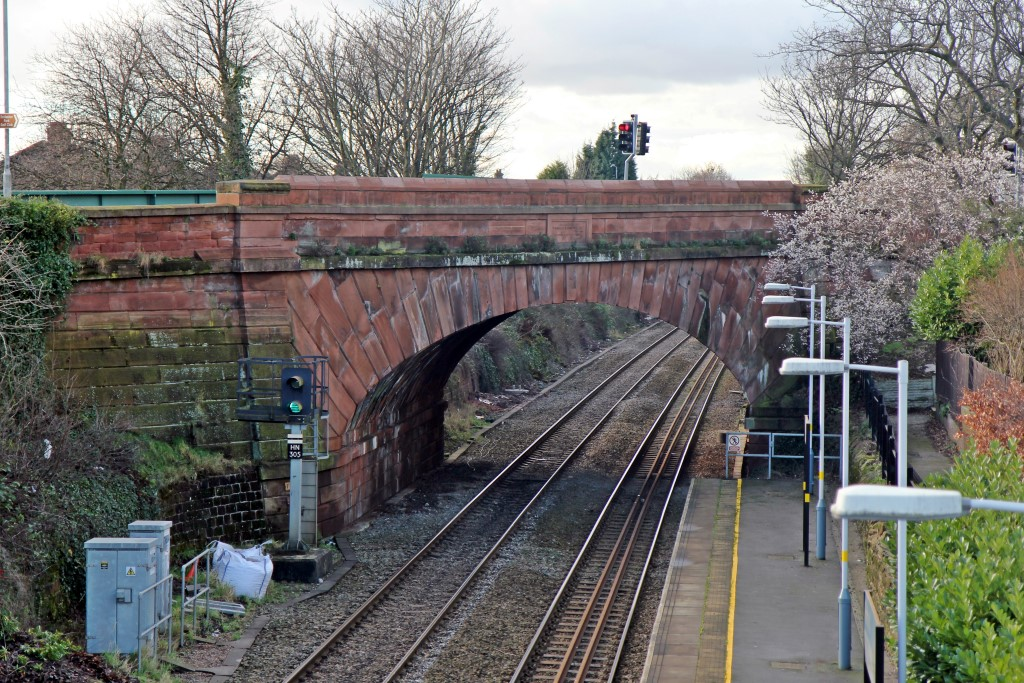
Міст Стефенсона